# Винничук Лазар
Лазар Винничук (1 грудня 1849, с. Угринів Долішній (нині Угринів Тисменицького району Івано-Франківської области) — 1918 (іноді 1919), там само) — український громадсько-політичний, культурний та кооперативний діяч, педагог.

## Життєпис
Народився 1 грудня 1849 року в с. Угринів Долішній (нині Угринів Тисменицького району Івано-Франківської области, Україна)
Війт, директор початкової школи села Угринів Долішній біля Станиславова (нині передмістя Івано-Франківська). Посол Галицького Сейму у 1895—1901 роках, 1908—1914 роках (зокрема, представляв Українську національно-демократичну партію в Галицькому Сеймі Х скликання 1913—1914 років). Делегат Української Національної Ради ЗУНР. Батько 10 дітей. Політичний опонент селянського посла Галицького сейму, уродженця Угринова Долішнього Івано-Франківської области Йосифа Гурика (зокрема, вони, а також соціаліст Мартин Королюк кандидували в одному окрузі під час виборів до Галицького сейму 1908 року). Разом з Йосифом Гуриком вони були організаторами великого кооперативного господарства.